# Horizon (серія відеоігор)
Horizon — це серія відеоігор у жанрі наукової фантастики та екшн-RPG, розроблена компанією Guerrilla Games та видана Sony Interactive Entertainment для PlayStation 4, PlayStation 5, Microsoft Windows та Nintendo Switch. Серія розповідає про пригоди Елой, молодої мисливиці, що живе у постапокаліптичному світі, населеному зуморфними роботами.
Серія складається з двох основних ігор: Horizon Zero Dawn та Horizon Forbidden West, а також двох спін-оффів: VR-ігри Horizon Call of the Mountain і гри на тематику Lego Lego Horizon Adventures. Станом на 9 травня 2023 року франшиза продала понад 32 мільйони копій по всьому світу.

## Сюжет
Дія відбувається у постапокаліптичних Сполучених Штатах, між штатами Колорадо, Вайомінг, Юта, Каліфорнія та Невада у 31 столітті. Люди живуть у розсіяних, примітивних племенах з різним рівнем технологічного розвитку. Їх технологічно розвинені предки згадуються як «Стародавні». Великі роботизовані істоти, відомі як «машини», панують на Землі. Переважно вони мирно співіснують з людьми, які час від часу полюють на них за запчастинами. Феномен, відомий як «Безглуздя», змусив машини ставати більш агресивними щодо людей, і почали з'являтися більші та смертельніші машини. У грі чотири племені відіграють помітну роль: Нора, Банук, Каря та Осерам. Нора — запеклі мисливці-збирачі, що живуть у горах і шанують природу як «Вся Мати». Каря — містобудівники, що мешкають у пустелі, і шанують Сонце. Банук складається з мандрівних кланів мисливців і шаманів, що живуть у засніжених горах та поклоняються машинам і їхнім «пісням». Осерам — винахідники та рятувальники, відомі своєю майстерністю у металообробці, пивоварінні та бойових мистецтвах.

## Ігри

### Horizon Zero Dawn
Перша гра серії, випущена у 2017 році. Елой була вигнана з племені Нора від народження та вихована іншою відщепленою особою на ім’я Рост (англ. Rost). У дитинстві Елой знаходить «Візор» (англ. FOCUS) — пристрій доповненої реальності, який дарує їй особливі спостережливі здібності. Елой зацікавлюється своїм походженням, і Рост розповідає їй, що якщо вона виграє Випробування, змагання за право стати членом Нори, то матріархи племені можуть відкрити їй цю інформацію. Елой проводить кілька років, тренуючись у бойових мистецтвах та виживанні під керівництвом Роста. Пізніше того ж року було випущено доповнення під назвою The Frozen Wilds.

### Horizon Forbidden West
Друга гра серії, випущена у 2022 році як продовження сюжету першої гри. Через шість місяців після поразки HADES, Елой шукає резервну копію GAIA для відновлення деградуючої біосфери планети. Елой та її друг Варл обшукують об’єкт, який колись належав компанії Far Zenith, що спеціалізувалася на колонізації космосу; вони знаходять резервну копію GAIA, але вона була піддана саботажу. Силенс зв’язується з Елой, оскільки вкрав підсистему GAIA під назвою HADES, і просить зустрітися з нею в регіоні Forbidden West. У 2023 році було випущено доповнення під назвою Burning Shores.

### Horizon Call of the Mountain
Третя гра серії Horizon була випущена 22 лютого 2023 року як стартова гра для гарнітури віртуальної реальності PlayStation VR2. У грі Horizon Call of the Mountain гравці стають новим протагоністом Рясом, колишнім воїном Shadow Carja, який шукає спокути, розслідуючи серйозну нову загрозу для Sundom. Гра представлена від першої особи, а її основний ігровий процес зосереджений на навичках скелелазіння та стрільби з лука, що дозволяє гравцям долати постапокаліптичний ландшафт, заповнений відступницькими роботами.

### Lego Horizon Adventures
Lego Horizon Adventures, четверта гра, є спін-оффом франшизи, розробленою спільно компаніями Guerrilla Games та Studio Gobo у співпраці з The Lego Group. Вона була випущена 14 листопада 2024 року для PlayStation 5, Windows та Nintendo Switch, що робить її першою грою серії, випущеною на консолі Nintendo. Гра пропонує альтернативний, комедійний погляд на наратив Horizon Zero Dawn та містить біоми, засновані на численних регіонах оригінальної гри, відтворених у стилі Lego. Гра підтримує онлайн або локальний кооперативний мультиплеєр, а також можливість налаштовувати селище Mother's Heart за допомогою Lego-будівель та декорацій.

### Інші появи
Серію згадують в інших відеоіграх, де Елой з’являється як іграбельний персонаж у версії для PlayStation 4 гри Monster Hunter: World та робить камео в Astro's Playroom.  Елой була додана до Fortnite Battle Royale 15 квітня 2021 року в рамках події глави 2, сезону 6 «Primal». Обмежена за часом подія «Aloy Cup» була доступна для гравців PlayStation, а також було додано режим «Team Up!» з Lara Croft з Tomb Raider. Вона отримала додатковий стиль під назвою Ice Hunter, який доступний лише для власників PlayStation 5, При розблокуванні її можна використовувати на всіх платформах. У вересні 2021 року Елой була надана як безкоштовний персонаж для гравців PS4 та PS5 гри Genshin Impact, а гравці на інших платформах отримали її безкоштовно у жовтні 2021 року. У грі вона є стрільцем з лука, що використовує крио-елемент.

## Інші медіа та адаптації
Франшиза Horizon включає різноманітні види медіа та адаптацій поза межами відеоігор, зокрема комікси, настільну гру та ігровий фільм.

### Адаптація у вигляді коміксів
Всесвіт Horizon було адаптовано у форматі коміксу у 2020 році з виходом Horizon Zero Dawn: The Sunhawk.  Комікс заповнює прогалину між Horizon Zero Dawn та Forbidden West. Другий комікс, дія якого відбувається під час подій першої гри, під назвою Horizon Zero Dawn: Liberation, був випущений у 2021 році. Останній том був випущений 5 січня 2022 року.

### Адаптація настільної гри
Ліцензована настільна гра була випущена у 2020 році. Кооперативна настільна гра, створена компанією Steamforged Games, містить елементи сюжету, дія яких відбувається безпосередньо після Horizon: Zero Dawn. 

### Скасована телевізійна адаптація
У травні 2022 року було оголошено, що ведеться розробка адаптації у форматі live-action для телевізійного серіалу за участю PlayStation Productions та Sony Pictures Television для Netflix, яку розробляє Стів Блекман. Очікувалося, що Елой стане одним із головних персонажів серіалу. До січня 2024 року над серіалом велася робота над сценарієм. Серіал було скасовано у липні 2024 року.

### Кінематографічна адаптація
У січні 2025 року Sony оголосила, що ведеться робота над кінематографічною адаптацією Horizon Zero Dawn за участю PlayStation Productions та Columbia Pictures.

## Відгуки
| Гра                          | Середня оцінка Metacritic |
| ---------------------------- | ------------------------- |
| Horizon Zero Dawn            | 89/100                    |
| Horizon Forbidden West       | 88/100                    |
| Horizon Call of the Mountain | 79/100                    |
| Lego Horizon Adventures      | 70/100                    |

Реакція критиків на серію Horizon була загалом позитивною. Guerrilla Games отримала похвалу за створення серії Horizon після того, як більшу частину часу розробки було присвячено серії Killzone для консолей PlayStation.

### Продажі
Станом на 9 травня 2023 року серія Horizon продала понад 32 мільйони копій по всьому світу, з яких понад 8,4 мільйона було реалізовано гри Forbidden West.